# Стромболи
Стро́мболи (итал. Stromboli, сиц. Struògnuli) — маленький вулканический остров с действующим вулканом. Расположен в Тирренском море к северу от Сицилии, принадлежит группе Липарских островов. Остров  принадлежит Италии. Название происходит от латинской формы strongulē др.-греч. слова στρογγύλη («круглый»), благодаря округлой выпуклой форме острова с диаметром около 4 км. Площадь острова — 12,5 кв. км.
Вулкан Стромболи постоянно активен и знаменит частыми маленькими извержениями, наблюдаемыми из разных точек острова и окружающего моря. Последнее крупное извержение произошло 13 апреля 2009 г. Высота вулкана 926 м над уровнем моря,
над уровнем морского дна — свыше 2000 м. Имеет 3 активных кратера. На северо-западном склоне находится Sciara del Fuoco — «поток огня» — подковообразное углубление, вызванное многократными обрушениями конуса за последние 13 тыс. лет. В двух километрах к северо-востоку от Стромболи располагается скала Стромболиккьо — остаток первоначального вулкана. Остров является туристической достопримечательностью, туристы в составе организованных групп совершают пешее восхождение на вершину вулкана для наблюдения его деятельности. Население острова колеблется от 400 до 850 чел.

## Вулкан Стромболи

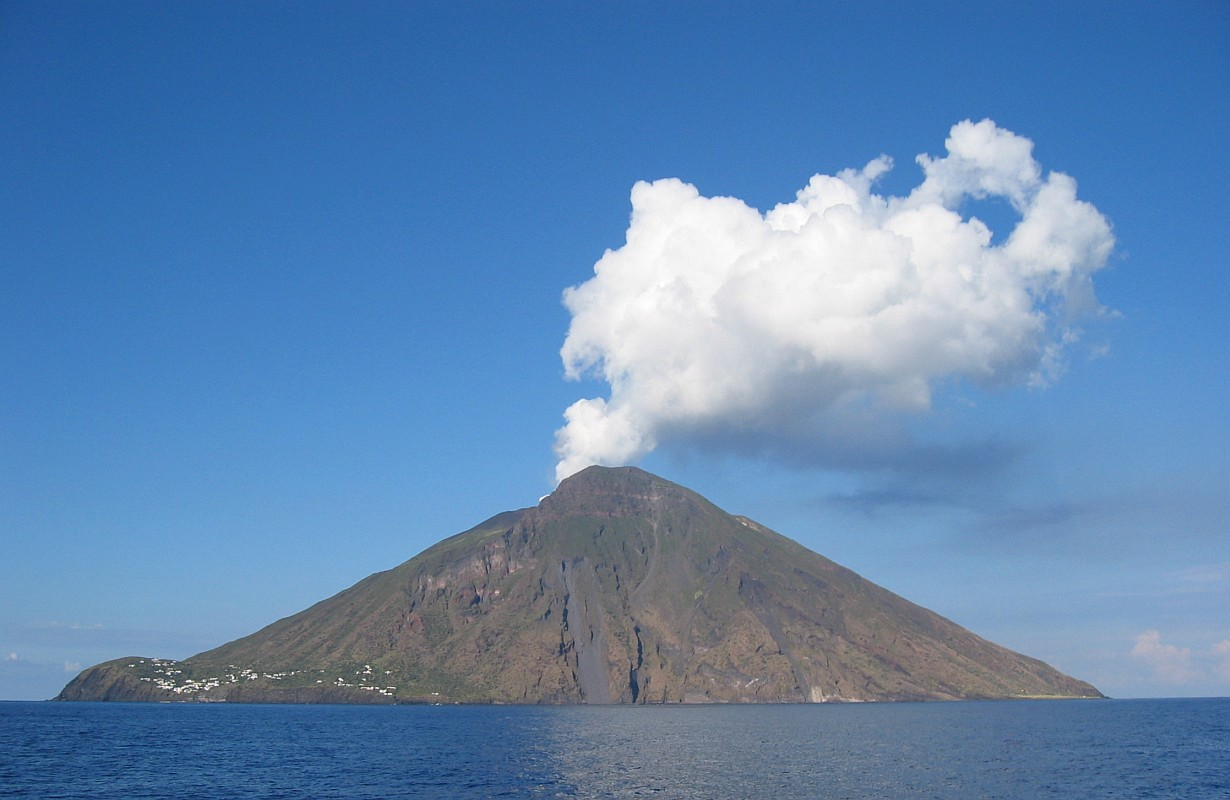
Вулканический выброс на острове Стромболи

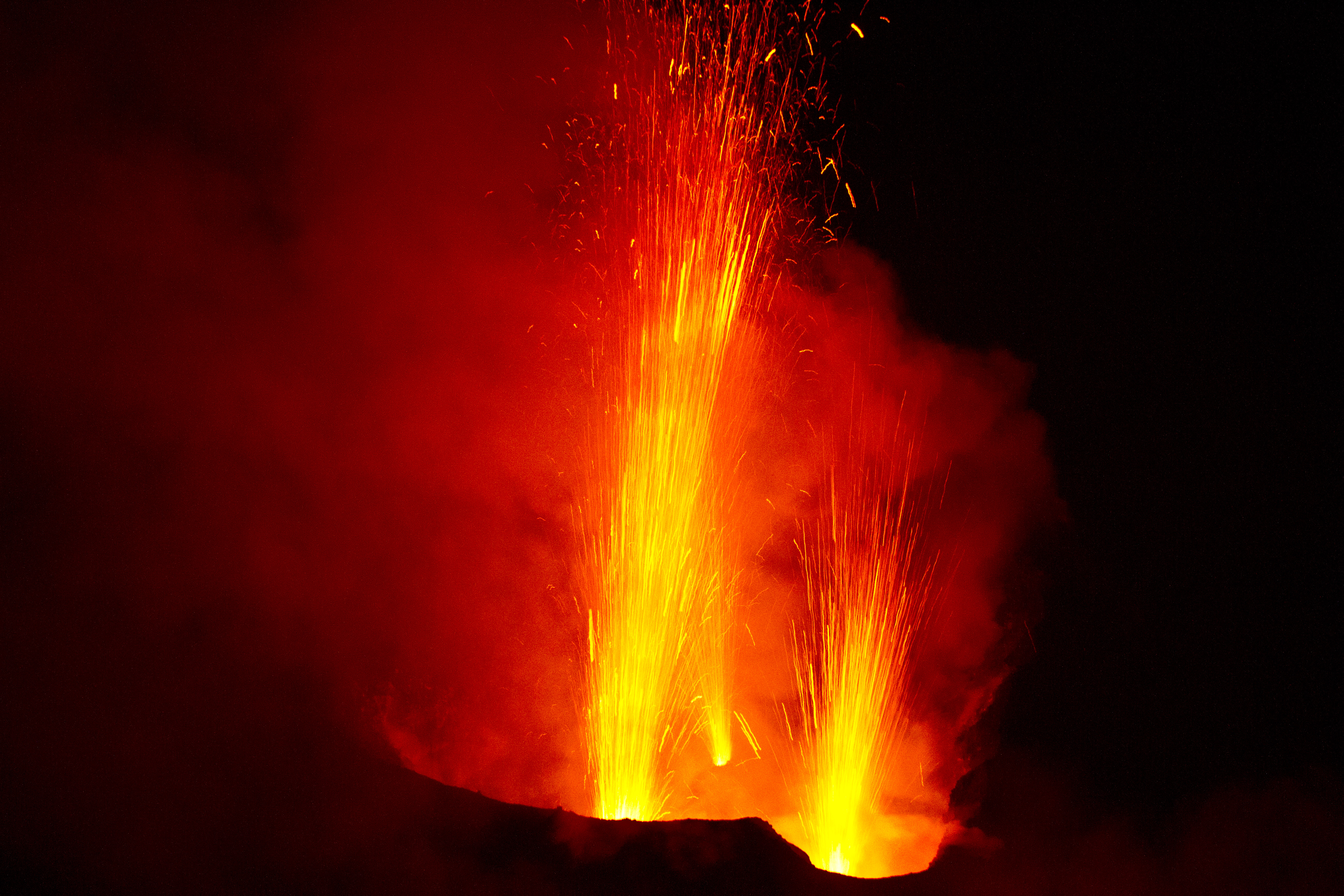
Типичный выброс вулканических бомб

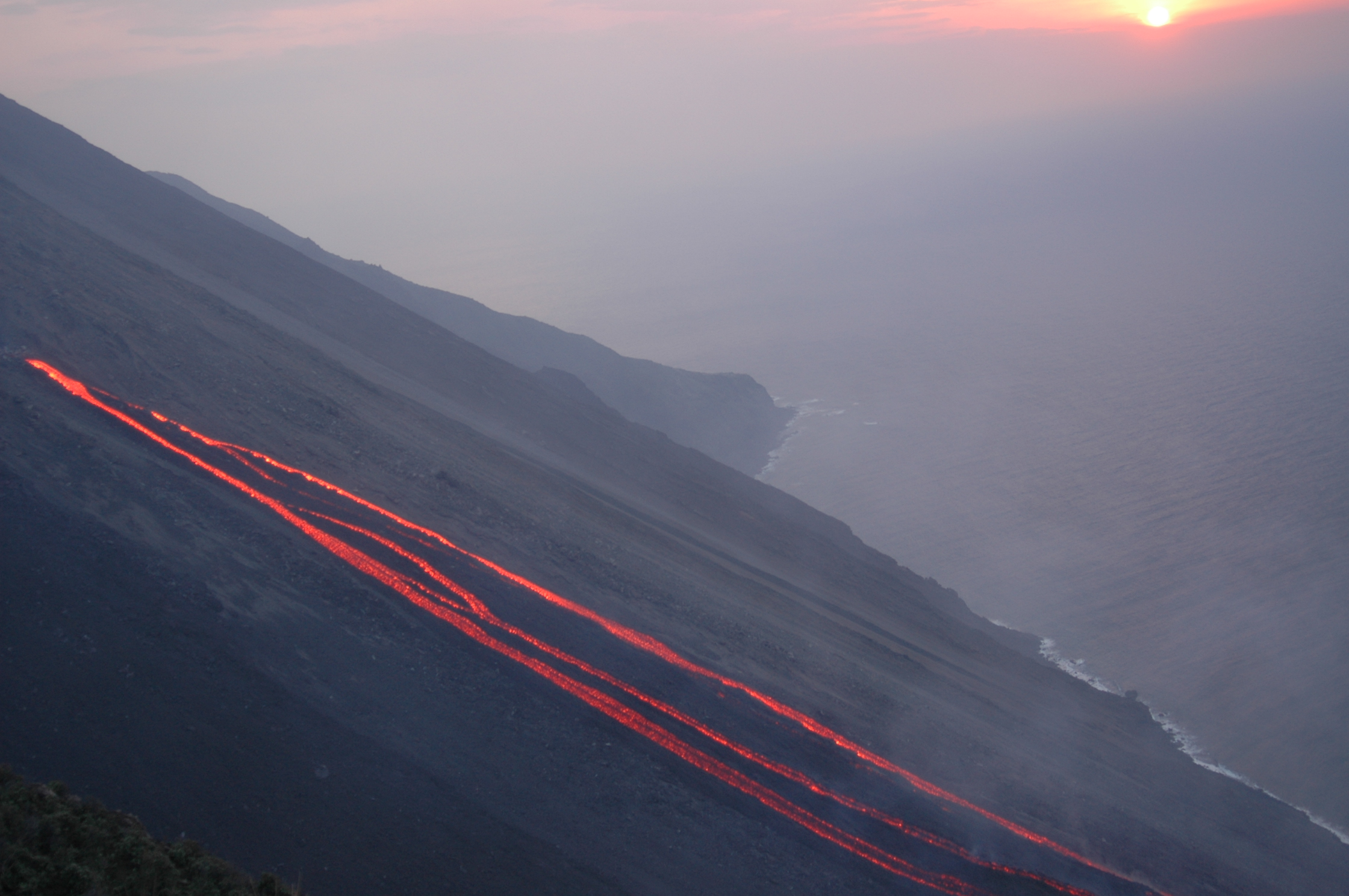
Излияние лавы — редкое для Стромболи явление

Извержение вулкана Стромболи — это одно практически непрекращающееся извержение, длящееся на протяжении последних 20 тыс. лет. Этот тип, именуемый стромболианским, характеризуется малыми и умеренными взрывами на вершине кратера с интервалом от нескольких минут до 1 часа (в среднем, 15-20 мин). Как правило, извержение приводит к короткому, длящемуся на протяжении нескольких секунд, выбросу вулканических бомб на высоту от нескольких десятков до сотен метров, а также пепла и газов. Нередко газы выделяются без пепла в виде белых облаков. Ночью, благодаря подсветке снизу лавой, они могут быть видны на большие расстояния, благодаря чему Стромболи называют «Маяком Средиземноморья».
Извержения Стромболи преимущественно взрывные. Излияния лавы случаются редко. Последнее было в 2002 г., через 17 лет после предыдущего подобного извержения. Вулканические выбросы: пепел, бомбы и лава падают в Sciara del Fuoco, поэтому близко подходить или подплывать к этому месту не рекомендуется. Поскольку Sciara del Fuoco покрыта многометровым слоем пепла и камней, здесь часто встречаются оползни и камнепады.
Очень редко на Стромболи случаются катастрофические извержения. Последнее из таких произошло в 1930 г., приведя к смерти нескольких человек и разрушению вулканическими бомбами части домов. Интервалы между крупными извержениями колеблются от нескольких лет до десятков лет. Одно из таких произошло в 2002 г., в результате чего остров на несколько месяцев был закрыт для нерезидентов, а жители эвакуированы. Извержение началось 29 декабря 2002 г. с излияния лавы вдоль края Sciara del Fuoco, быстро достигшей моря. А 30 декабря 2002 г. огромный осколок откололся от Sciara del Fuoco, спровоцировав как минимум два оползня и несколько волн цунами. Наибольшая из них достигала 10 м высоты, серьёзно повредив прибрежную деревню. 5 апреля 2003 г. мощный взрыв на вершине кратера выбросил кусок скалы, которая разрушила несколько строений в деревне Джиностра. Извержение прекратилось в июле 2003 г. Вулканическая активность возобновилась 10 ноября 2020.

## Геологическая история
Приблизительно 200 тыс. лет назад, прежде, чем Стромболи достиг уровня моря, несколько к северо-востоку от современного положения острова располагался активный подводный вулкан. Остров Стромболи появился над уровнем моря приблизительно 160 тыс. лет назад в самой южной части современного острова. На протяжении этого времени вулкан в северо-восточной части стал неактивным и подвергся эрозии. Его остатком является скала Стромболиккио, сложенная базальтовыми блоками.
Потоки лавы и пирокластические отложения последовательно образовывали стратовулкан примерно до 50 тыс. года до н. э., когда активный центр вулкана слегка переместился к северо-западу, образовав конус высотой около 700 метров над уровнем моря. Вулканические бомбы и отложения оползней вместе с пирокластическими потоками сформировали комплекс Scari на северо-востоке, который был залит базальтовой лавой в период примерно с 20 000—13 000 лет до н. э. К этому времени вероятно существовал большой кратер или кальдера, после чего произошло обрушение западного и северо-западного склонов. Базальтовые лавовые потоки в последующем заполнили оставшиеся после обвала дефекты поверхности, в то время как вторичные центры извержений сформировали небольшой «щит» Timpone Del Fuoco в западной части острова.
Между 10 000 и 5000 лет до н. э. северо-западный склон обрушился снова, образовав подковообразное углубление на вершине кратера. Обломки этого склона можно найти на глубине около 2 км к северо-западу от острова. Потоки лавы и пирокластический материал вновь восстановили образовавшийся дефект, придав острову нынешний вид.

## Сражение при Стромболи
8 января 1676 года у островов Стромболи и Аликуди в ходе Голландской войны между французской эскадрой под командованием вице-адмирала Авраама Дюкена и голландской эскадрой адмирала Михаила де Рюйтера, слегка усиленной испанскими силами, произошло морское сражение, в котором французы нанесли поражение голландско-испанскому флоту.

## Население
Постоянное население, представленное сицилийцами, проживает в трёх деревнях: двух относительно крупных (Сан Бартоло и Сан Винченцо), расположенных на северо-востоке и одной маленькой Джиностра в северо-западной части острова. Административно они относятся к коммуне Липари провинции Мессина.
В начале XX века на острове проживало несколько тысяч человек. К середине 50-х гг. после нескольких волн эмиграции население сократилось до нескольких сотен.

## Стромболи в популярной культуре
Стромболи иногда связывают с Эолией — островом, описанным в Одиссее Гомера как дом Эола, повелителя ветров.
В романе Жюля Верна «Путешествие к центру Земли» главные герои Отто Лиденброк и Аксель возвращаются из своего подземного путешествия через вулкан Стромболи.
На острове Стромболи происходит действие фильма Роберто Росселлини «Стромболи, земля Божья», вышедшего в 1950 году.
Извержение Стромболи в 1911 году наблюдают главные герои романа Валентина Катаева «Хуторок в степи».
Имя Стромболи носит главный злодей из мультфильма «Пиноккио» (1940) — в оригинальной книге он носил труднопроизносимое для американцев имя Манджафоко («огнеглот»).
Парфюмерный дом Mendittorosa посвятил вулканическому острову аромат Id, объясняя название тем, что это сокращение от Идду — так местные жители называют Стромболи.

## Галерея

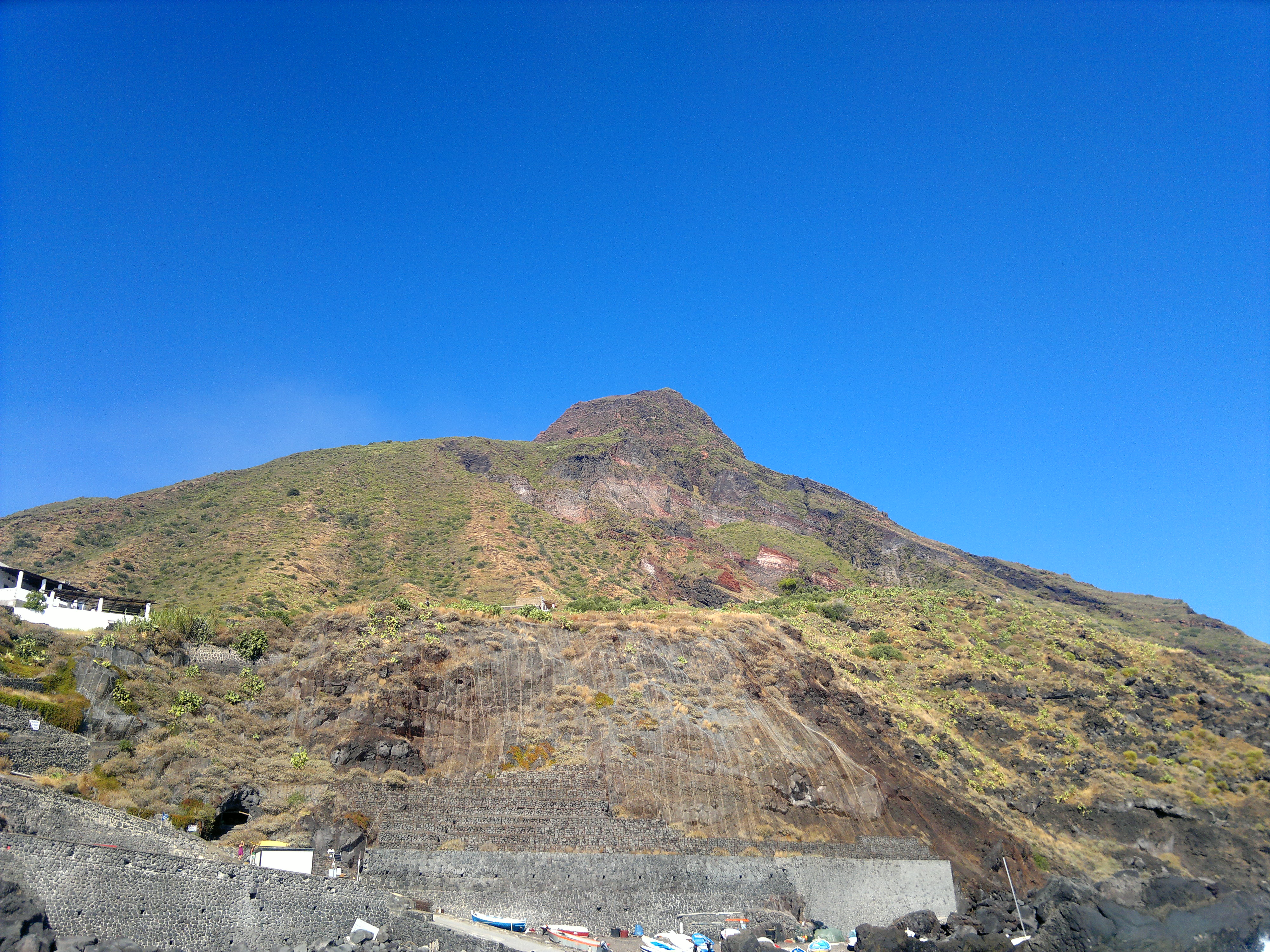
Вид острова с юго-западного берега
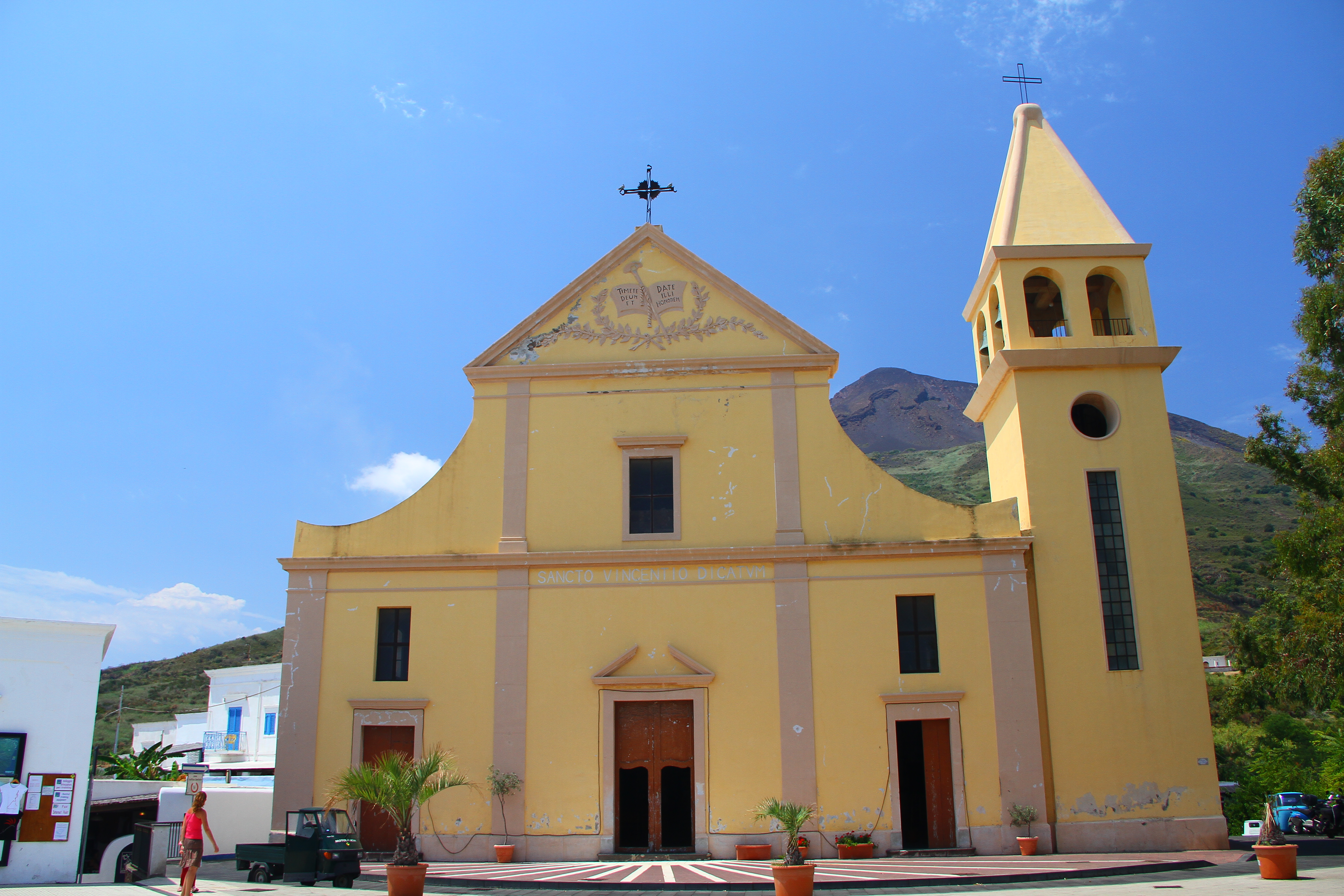
Церковь
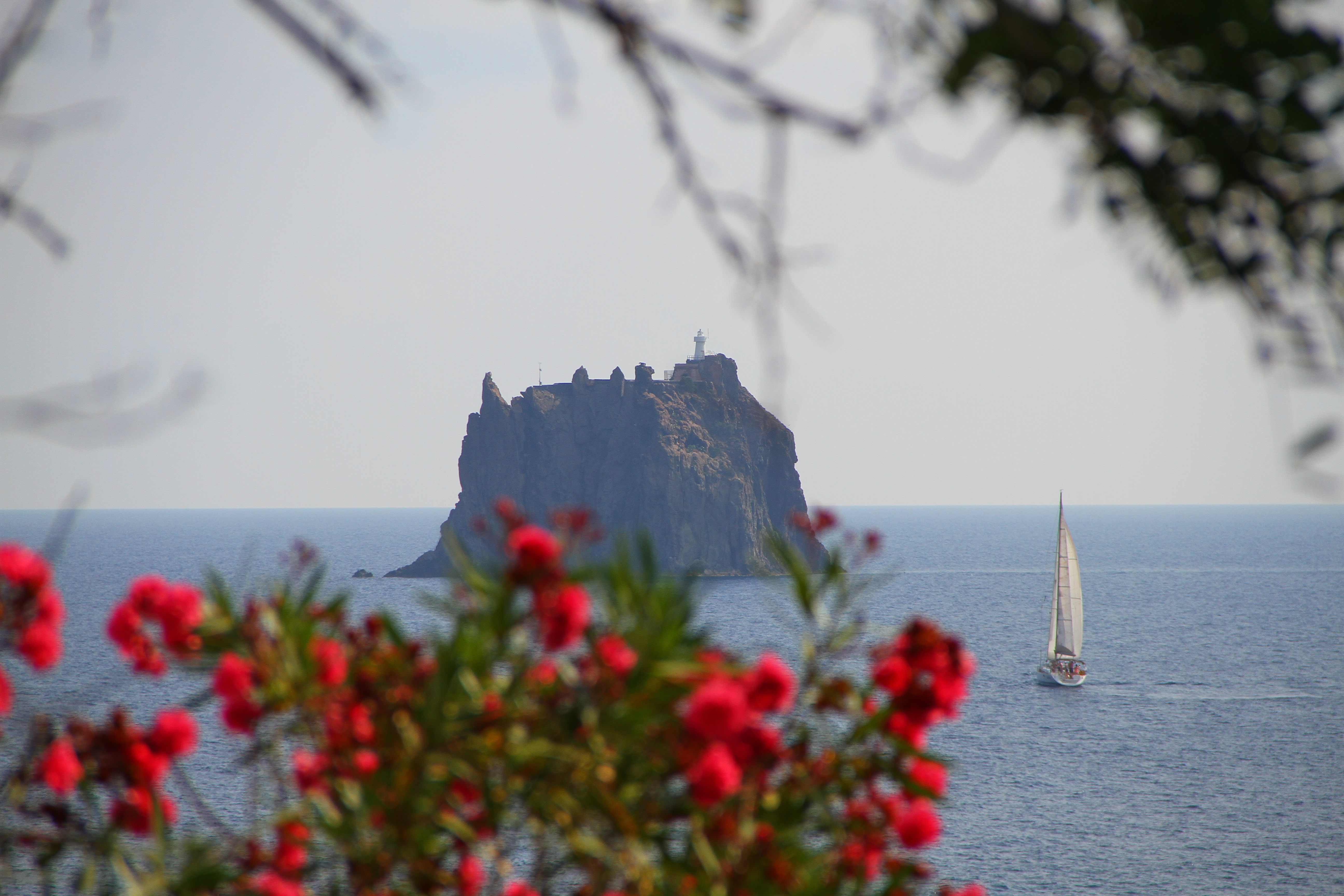
Стромболиккьо. Вид из деревни Стромболи
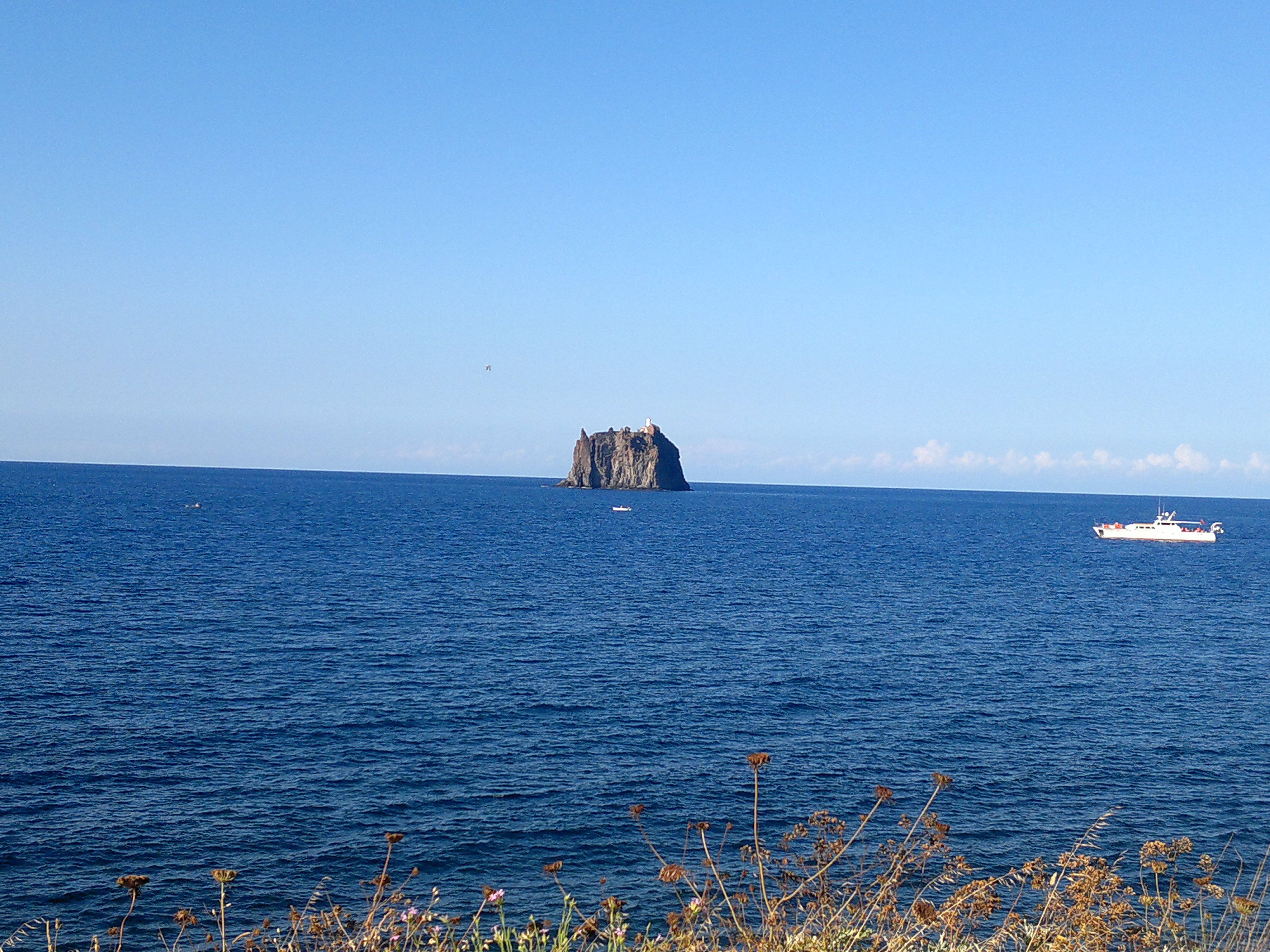
Стромболиккьо. Вид с пляжа
Черный песок
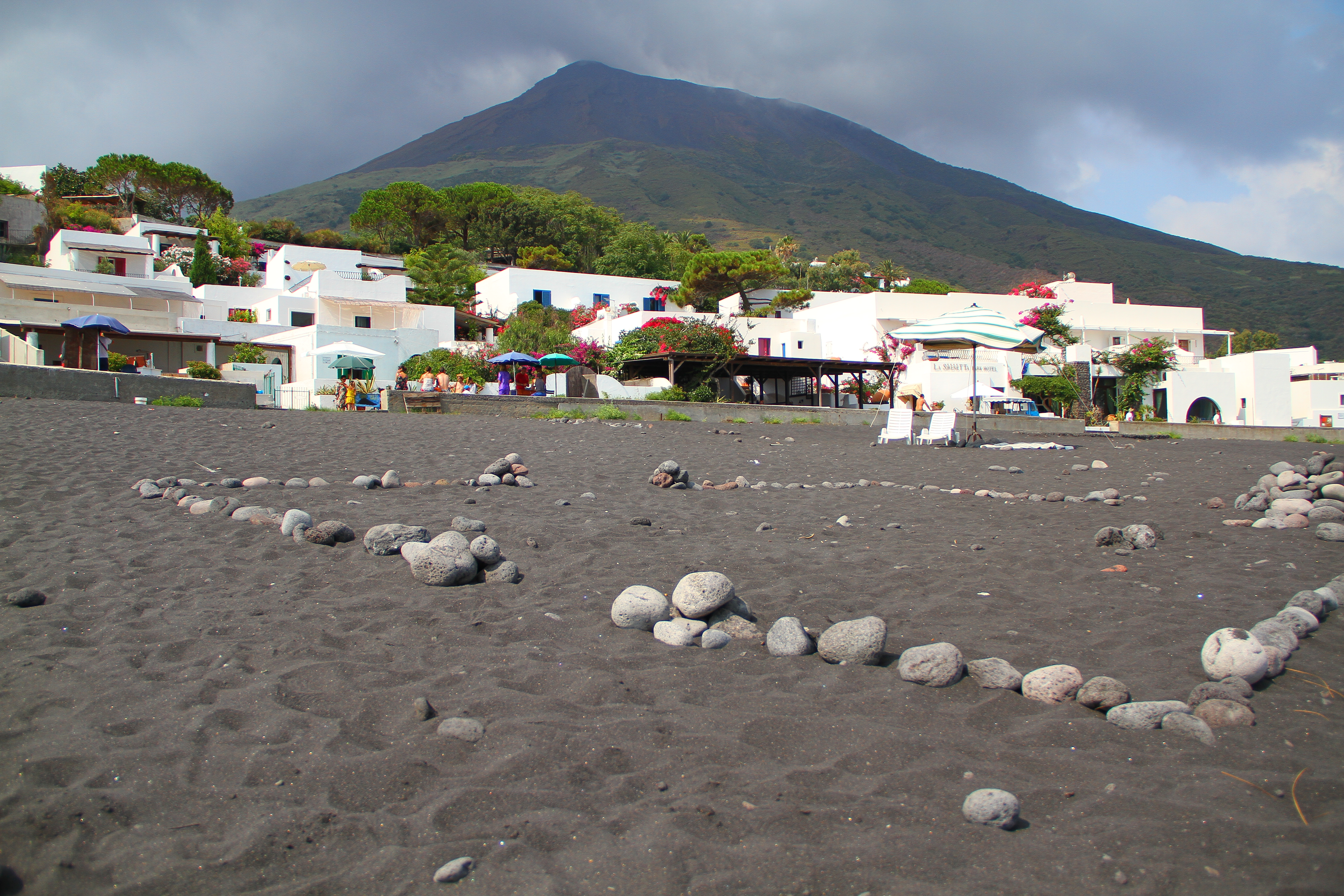
Черный песок на пляже
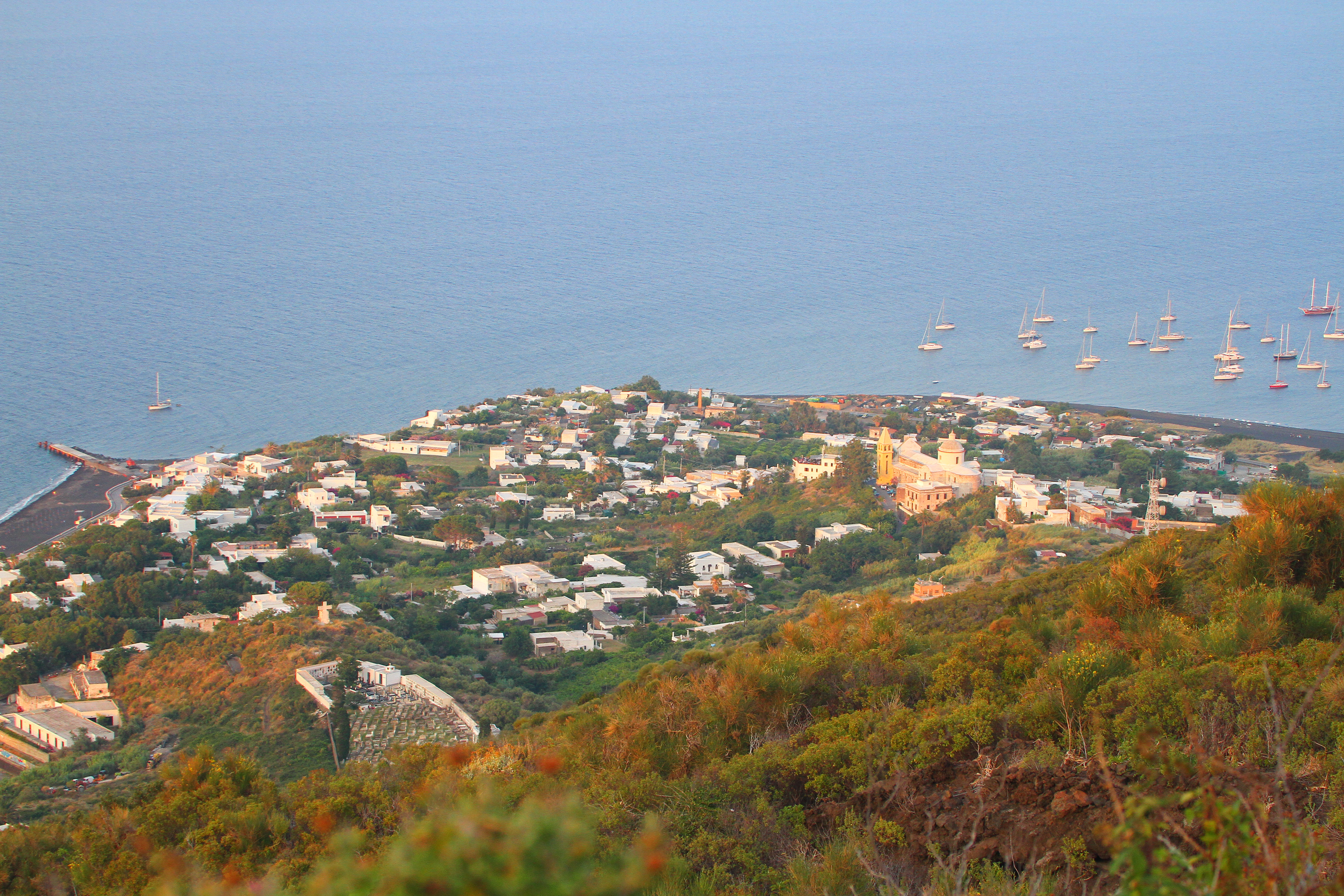
Деревня Стромболи. Вид с северо-восточного склона
Табличка с изображением маршрута эвакуации на случай возникновения цунами
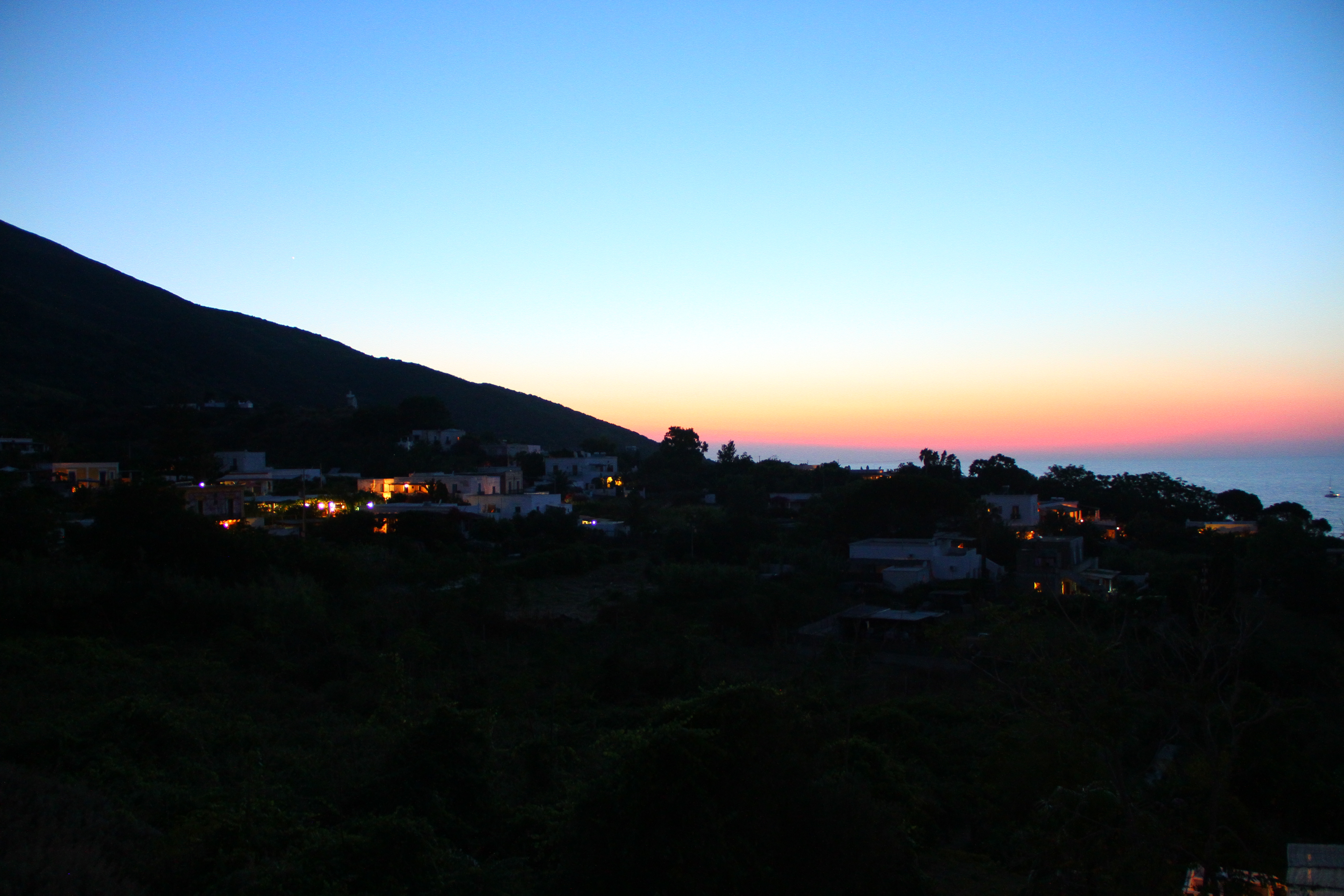
Закат
Стромболи. Трёхмерная анимация
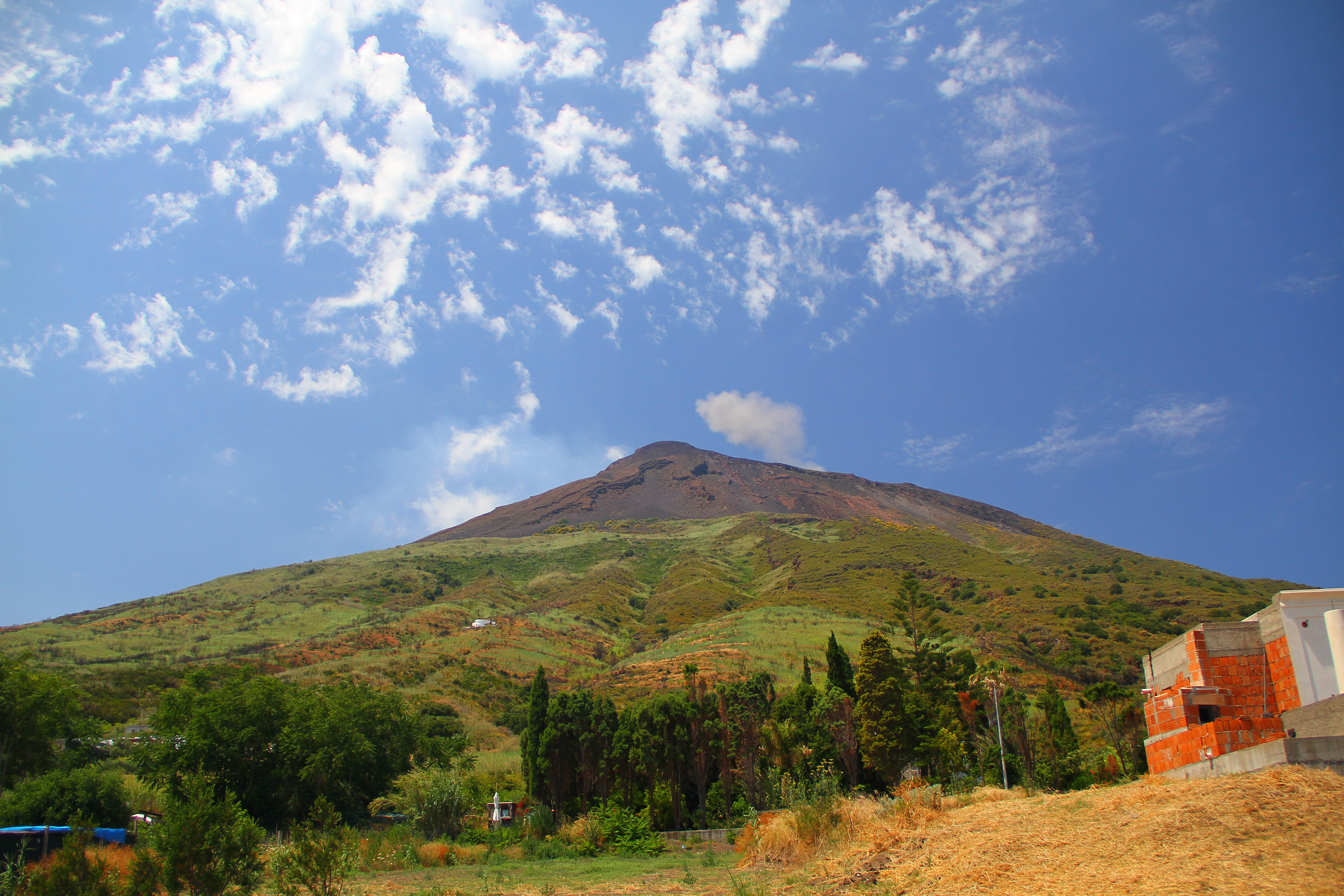
Выброс вулканического пепла
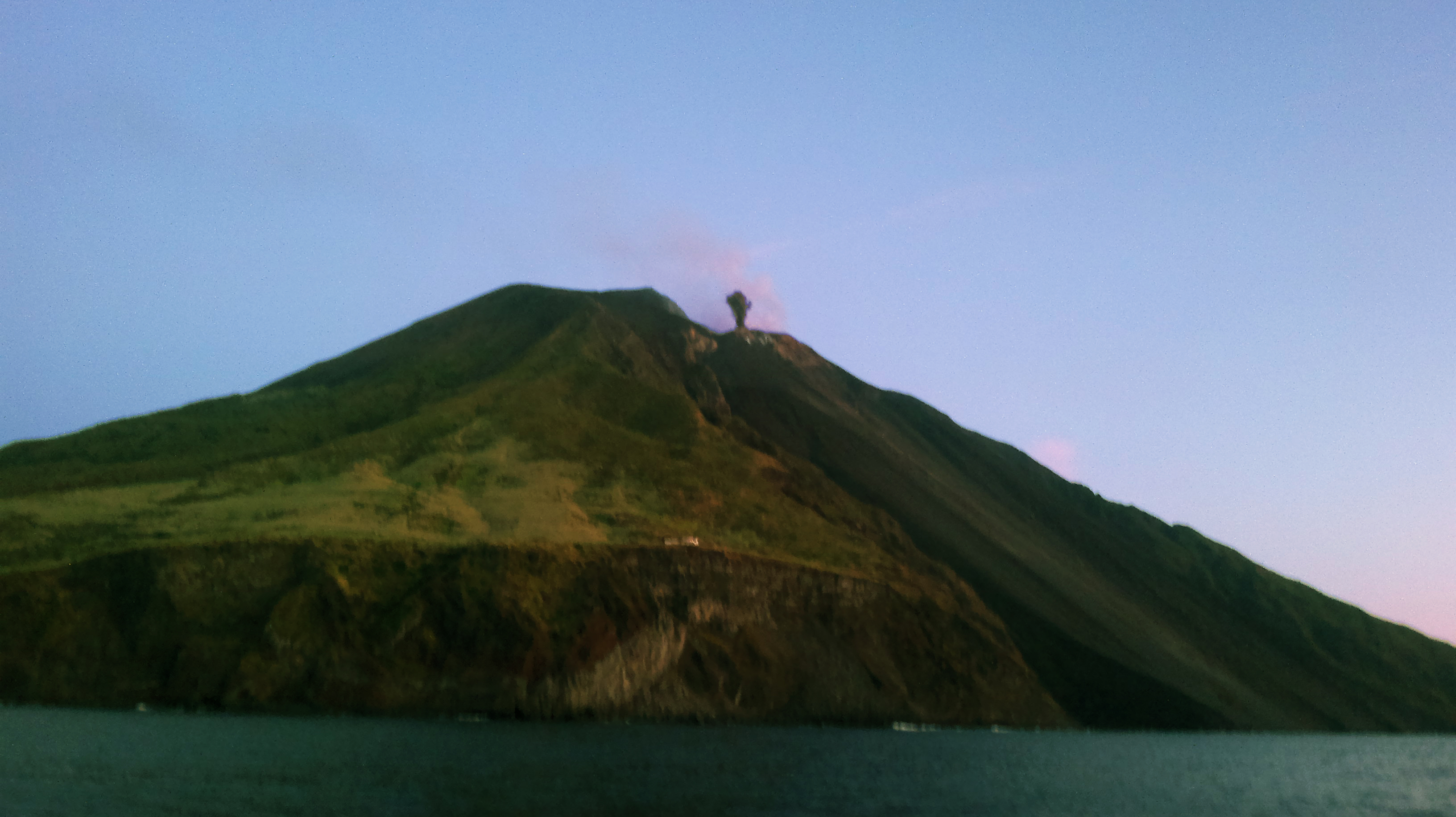
Sciara del Fuoco справа тёмного цвета. Сверху - выброс вулканического пепла
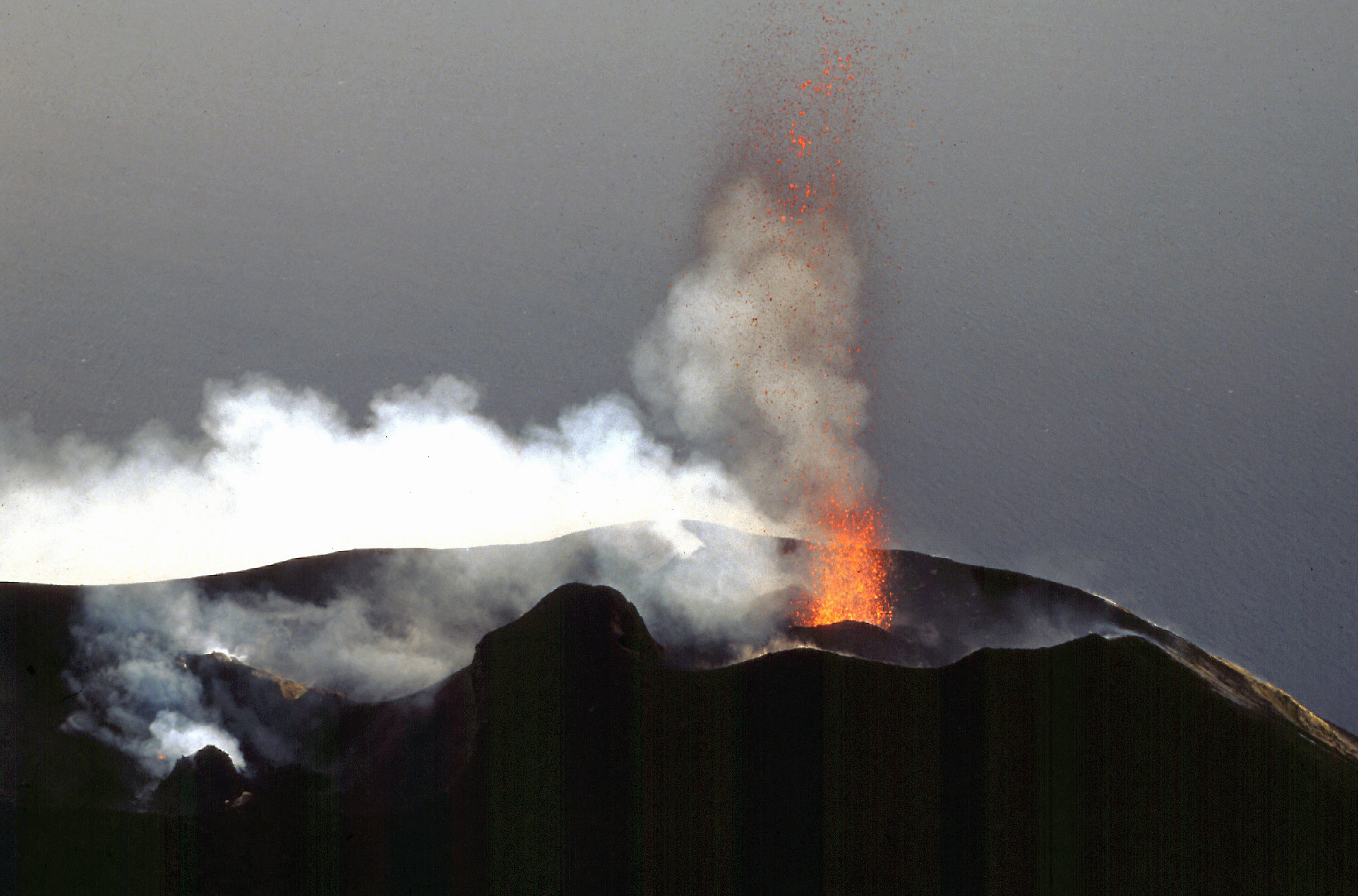
Извержение
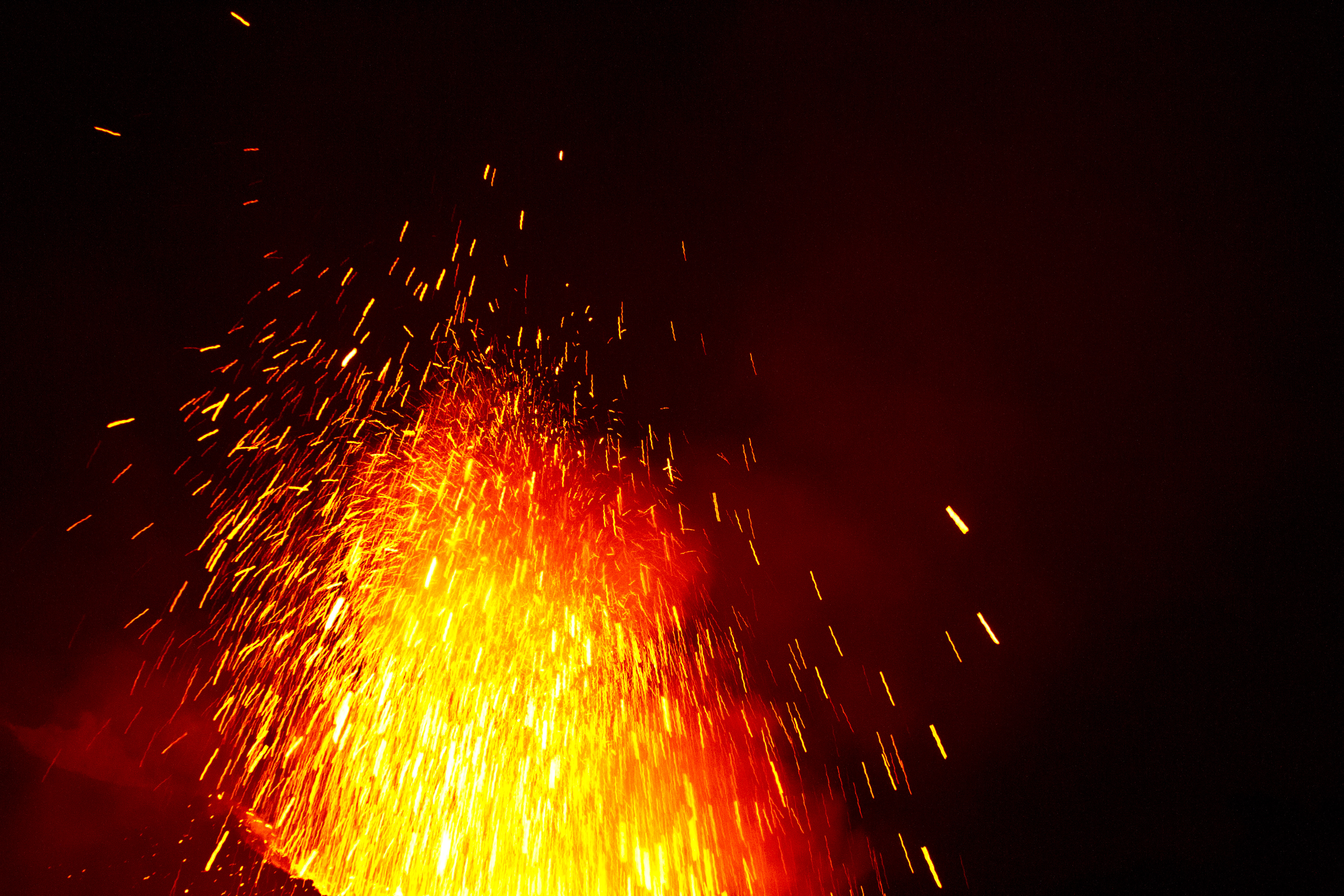
Извержение
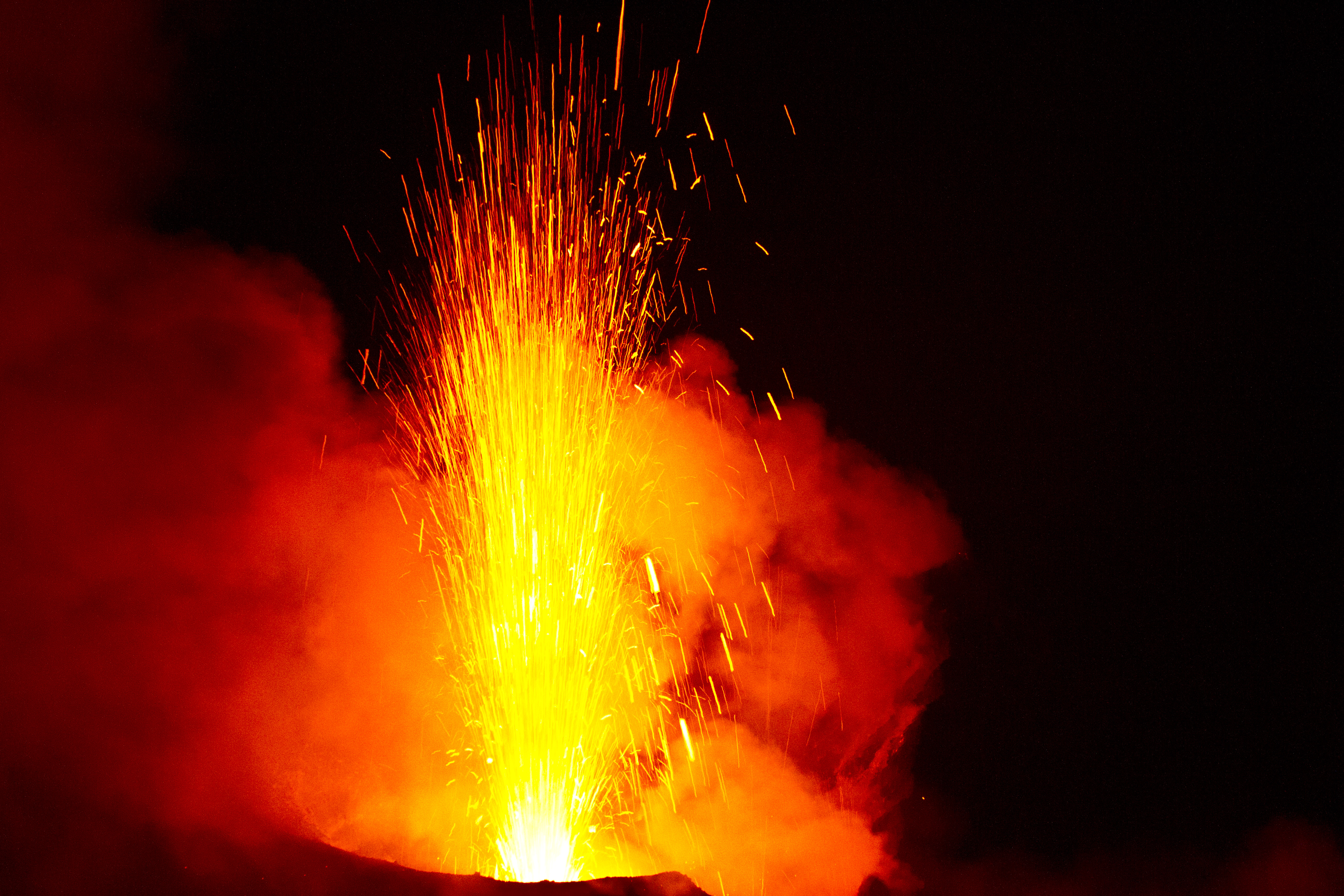
Извержение
Извержение (анимированное изображение)